# نيو هارتفورد (نيويورك)
نيو هارتفورد (بالإنجليزية: New Hartford, New York) هي بلدة أمريكية تقع في الولايات المتحدة في نيويورك (ولاية). يقدر عدد سكانها بـ 22,166 نسمة .

## أعلام
- تيد كرول
- غريس لين
- ديريك بارد
- جويل دي لا فوينتي